# سیکلو(۱۸)کربن
سیکلو[۱۸]کربن (انگلیسی: Cyclo[18]carbon) با نام کامل (به انگلیسی: Cyclooctadeca-1,3,5,7,9,11,13,15,17-nonyne) یک دگرشکل از اتم کربن با فرمول شیمیایی C
۱۸ است. این ترکیب از یک حلقه ۱۸ کربنی تشکیل شده که به صورت یک در میان با پیوندهای یگانه و سه گانه به یکدیگر متصل شده‌اند.